# 聖薩爾瓦多省
聖薩爾瓦多省（西班牙語：San Salvador）是薩爾瓦多十四個省之一，位於該國中西部。面積886.15平方公里，人口2,266,387人（2006年）。首都聖薩爾瓦多也是該國的首都。
下分十九個自治市。